# 匡巴 (明尼蘇達州)
匡巴（英語：Quamba，/ˈkwɑːmbə/ KWAHM-bə）是一個位於美國明尼蘇達州卡內貝克縣的城市。

## 人口
根據2020年美國人口普查的數據，匡巴的面積為1.82平方千米，皆為陸地。當地共有人口107人，而人口密度為每平方千米59人。